# Tristan Tzara
Tristan Tzara (română: [trisˈtan ˈt͡sara], „Țára”; n. 16 aprilie 1896, Moinești – d. 25 decembrie 1963, Paris), născut Samuel Rosenstock, a fost un poet și eseist român evreu originar din localitatea Moinești din România și stabilit mai târziu în Franța. A fost un cofondator al mișcării culturale dadaiste, care a condus la o revoluție majoră în artele plastice și literatură.

## Nume
S. Samyro, o anagramă parțială de la Samy Rosenstock, a fost folosită de Tzara de la debutul său și la începutul anilor 1910. Un număr de scrieri nedatate, pe care probabil le-a scris în 1913, poartă semnătura Tristan Ruia și, în vara lui 1915, își semnează piesele cu numele Tristan.
În anii 1960, colaboratorul lui Rosenstock și mai târziu rivalul Ion Vinea a susținut că el a fost responsabil pentru inventarea părții Tzara din pseudonimului său, în 1915. Vinea a mai spus că Tzara a vrut să păstreze pe Tristan ca primul său nume adoptat și că această alegere a atras mai târziu calamburul Triste Âne Tzara (în franceză "Tristul Măgar Tzara"). Această versiune a evenimentelor este incertă, deoarece manuscrisele arată că scriitorul ar fi folosit deja numele complet, precum și variațiile Tristan Țara și Tr. Tzara, în 1913-1914 (deși există posibilitatea ca el să fi semnat textele sale mult timp după ce le-a scris pe hârtie).
În 1972, istoricul de artă, Serge Fauchereau, pe baza informațiilor primite de la Colomba, soția poetului avangardist Ilarie Voronca, a povestit că Tzara însuși explicase că pseudonimul său era un joc de cuvinte în română, trist în țară; Colomba Voronca a respins zvonurile potrivit cărora Tzara selectase Tristan ca un omagiu adus poetului Tristan Corbière sau pentru opera Tristan und Isolde a lui Richard Wagner.
Oficial, Samy Rosenstock și-a adoptat noul nume în 1925, după ce a depus o cerere la Ministerul de Interne al României.

## Viața și cariera

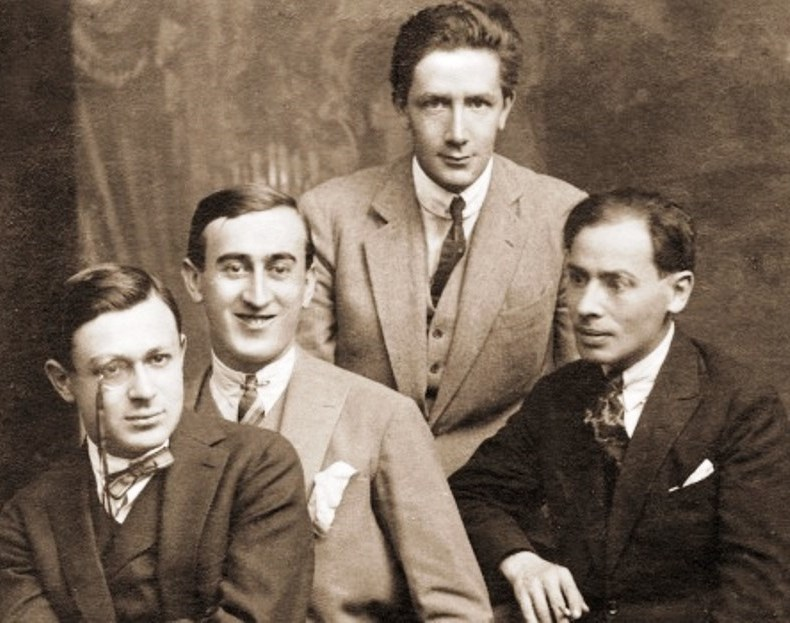
De la stânga la dreapta: Tristan Tzara, M. H. Maxy, Ion Vinea și Jacques G. Costin

În 1912, pe când era încă în liceu, publică Revista „Simbolul” împreună cu Marcel Iancu și Ion Vinea, cu binecuvântarea lui Alexandru Macedonski și ajutorul lui Iosif Iser. În această perioadă semnează cu pseudonimul S. Samyro, pe care îl va schimba mai târziu în Tristan Ruia și în final Tristan Tzara. În realitate numele de „Tristan” nu e ales pentru rezonanța particulară pe care o are numele în română sau ca  omagiu către opera lui Wagner - o referință importantă pentru simboliștii care l-au influențat puternic pe tânărul poet, ci, după cum spunea Colomba Voronca (soția lui Ilarie Voronca și sora lui Claude Sernet) datorită faptului că exprima starea de spirit a tânărului poet „trist în țară” (sursa: Heinrich Stiehler în „Tristan Tzara zwischen Peripherie und Zentrum”).
Mișcarea dadaistă își are originea în orașul elvețian Zürich în timpul Primului Război Mondial. Tzara ajunge acolo în toamna lui 1915 și curând se alătură unui grup de tineri intelectuali care pun la cale întâlnirile de la Cabaret Voltaire. Astfel s-a născut celebra mișcare Dada, care nu e o invenție exclusivă a lui Tzara, dar „nu ar fi devenit niciodată ceea ce a devenit fără eforturile de popularizare și diplomația lui” (parafrază după R. Huelsenbeck).

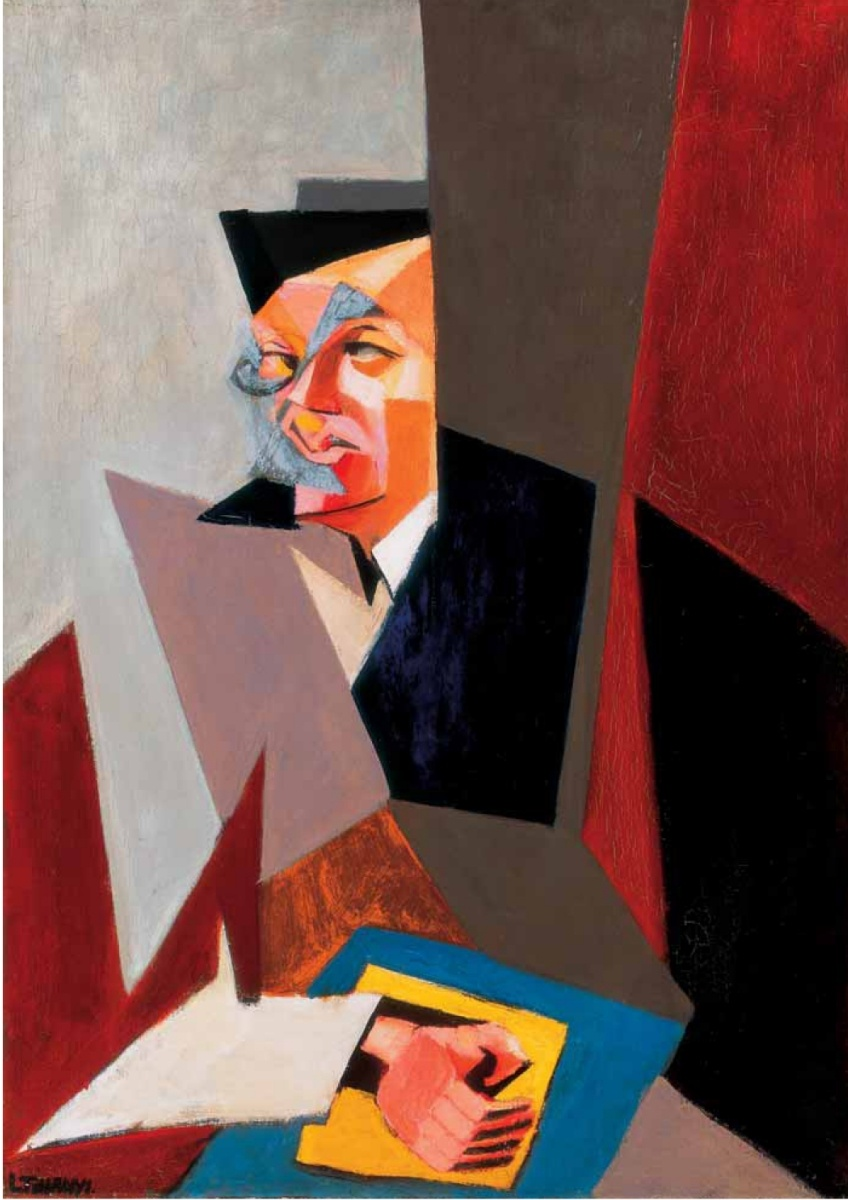
Tristan Tzara, portret de Lajos Tihanyi (1927)

În 1919 se mută la Paris într-o încercare de a lansa Dada pe o scenă cu adevărat universală. Mulți critici consideră totuși că perioada cu adevărat inovativă a mișcării încetează odată cu acest „transfer”. Fiind la Paris s-a angajat în activități tumultuoase cu André Breton, Philippe Soupault și Louis Aragon pentru a șoca publicul și a dezintegra structurile limbii.
Cele mai cunoscute texte dadaiste ale lui Tzara sunt: La Première Aventure céleste de Monsieur Antipyrine (1916; Prima aventură cerească a domnului Antipyrine) și Vingt-cinq poèmes (1918; Douăzeci și cinci de poeme), respectiv manifestele mișcării: Sept manifestes Dada (1924; Șapte manifeste Dada).
În 1924 o întâlnește pe artista modernistă suedeză Greta Knutson (1899-1983). Se vor căsători în anul următor, în 8 august 1925, și vor avea un fiu, Christophe, născut în 15 martie 1927. Vor locui într-o casă construită din banii familiei Gretei, pe Montmartre, până în 1937 când cei doi se vor despărți. Separarea se va oficializa însă abia în 25 octombrie 1942.
În a doua parte a anului 1929, sătul de nihilism și distrugere, intră în activitățile mai constructive ale suprarealismului. Și-a consumat mult timp pentru reconcilierea suprarealismului cu marxismul (încercând să evidențieze conexiunile dintre marxism și mișcarea suprarealistă) și a intrat în Rezistența Franceză în timpul celui de-Al Doilea Război Mondial și în Partidul Comunist Francez în 1947, când a devenit cetățean francez. Va demisiona din partid în 1956, ca protest împotriva reprimării revoltelor din Ungaria de către Uniunea Sovietică.
Aventurile lui politice îl vor apropia de ființele umane și gradat se va transforma într-un poet liric. Poemele lui Tristan Tzara revelează durerile sufletului prins între revoltă și uimirea datorată tragediilor zilnice ale condiției umane.
Lucrările sale de maturitate încep cu L'Homme approximatif (1931; Omul aproximativ) și continuă cu Parler seul (1950; Vorbind singur) și La Face intérieure (1953; Fața interioară).  În acestea, cuvintele aleatoare ale lui Dada sunt înlocuite cu un dificil, dar umanizat limbaj.
A murit la Paris și a fost înhumat acolo în Cimetière de Montparnasse.
La Moinești există o statuie dedicată lui Tristan Tzara, a cărui inaugurare a fost făcută de Alexandru Piru.

## Opere
- La Première aventure céleste de Monsieur Antipyrine, Collection Dada, Zürich, 1916 (cu ilustrații de Marcel Iancu)
- Vingt-cinq poèmes, Collection Dada, Zürich, 1918 (cu ilustrații de Hans Arp; tirajul include și 10 exemplare pe hârtie Hollande și un număr neprecizat de exemplare pe hârtie Alfa)
- Cinéma calendrier du coeur abstrait. maisons, Collection Dada, Zürich, 1920 (cu ilustrații de Hans Arp)
- Sept manifestes Dada, Éditions du Diorama, Paris, 1924 (cu desene de Francis Picabia; tirajul include și 50 de exemplare pe hârtie Madagascar)
- Mouchoir de nuages, tragédie en 15 actes, Éditions de la galerie Simon, 1925 (ornată cu desene acvaforte de Juan Gris; tiraj de 112 exemplare numerotate, dintre care 10 pe hârtie Japon)
- Indicateur des chemins de coeur, Éditions Jeanne Bucher, Paris, 1928 (cu desene acva-forte de Louis Marcoussis; tiraj de 106 exemplare, dintre care un număr neprecizat de exemplare pe hârtie Japon)
- De nos oiseaux, Editura Kra, Paris, 1929? (cu ilustrații de Hans Arp; tirajul include și 10 exemplare hors-commerce pe hârtie Japon)
- L'arbre des voyageurs, Éditions de la Montagne, Paris, 1930 (cu 4 litografii de Joán Miró; tiraj de 400 de exemplare numerotate pe hârtie Alfa și 65 de exemplare numerotate pe hârtie velină d'Arches)
- L'Homme approximatif, Imprimerie Union par les Éditions Fourcade, Paris, 1931 (cu un frontispiciu de Paul Klee; tirajul include 500 de exemplare pe hârtie velină bibliofilă și 10 exemplare numerotate pe hârtie Hollande)
- Où boivent les loups, Éditions des Cahiers Libres, Paris, 1932 (tiraj de 1010 de exemplare numerotate, dintre care 1000 de exemplare pe hârtie Alfa și 10 exemplare numerotate pe hârtie Japon)
- L'antitête, Éditions des Cahiers Libres, Paris, 1933 (cu un frontispiciu de Pablo Picasso)
- Insurecția de la Zürich de Sașa Pană precedată de Primele poeme ale lui Tristan Tzara, editura unu, București, 1934 (tiraj de 230 de exemplare numerotate dintre care 10 exemplare hors-commerce cu un desen aquaforte de Yves Tanguy și 13 exemplare „du tete”)
- Grains et issues, Les Éditions Denoël et Steele, Paris, 1935 (cu gravură de Salvador Dali; tirajul include 40 de exemplare numerotate pe hârtie Verge d'Arches și 15 exemplare pe hârtie Japon)
- La Main passe, Éditions G.L.M., Paris, 1935 (tiraj de 300 de exemplare numerotate dintre care 20 cu autograf de autor și desen acva-forte de Wassily Kandinsky)
- Sur le champ, Éditions Sagesse, Paris, 1935 (tirajul include un număr neprecizat de exemplare pe hârtie Alfa și 6 exemplare pe hârtie Chine)
- Ramures, Éditions G.L.M., Paris, 1936 (cu un desen de Alberto Giacometti; tiraj de 70 de exemplare numerotate și autografiate pe hârtie Normandy Vellum)
- Vigies. 6e cahier de Habitude de la poésie, Éditions G.L.M., Paris, 1937
- Les Feuillets de „Sagesse” (Sur le champ), Collection Anthologique n° 31, Éditions Sagesse/Librairie Tschann, Paris, 1937 (cu ilustrații de Sonia Delaunay)
- La Deuxième aventure céleste de Monsieur Antipyrine, Éditions des Réverbères, 1938 (tiraj de 128 de exemplare numerotate pe hârtii de diverse culori)
- Midis gagnés: Poèmes, Les Éditions Denoël, 1939 (cu 6 desene de Henri Matisse; tiraj de 1000 de exemplare numerotate pe hârtie Alfa)
- Une route seul soleil, Collection Bibliothèque Française, Comité National des écrivains, Centre des écrivains, Toulouse, 1944
- Ça va, Centre des Intellectuels, Cahors, 1944
- Le Signe de Vie, Bordas, Paris, 1946 (cu 6 desene și o litografie originală de Henri Matisse; tiraj de 500 de exemplare)
- Le coeur à gaz, Éditions G.L.M., 1946
- Vingt-cinq et un poèmes, Editions de la Revue Fontaine, Collection l'Age d'Or, 1946 (cu 12 desene de Hans Arp)
- Terre sur terre, împreună cu André Masson, D. des Trois collines, 1946
- Le surrealisme et l'apres guerre, Nagel, Paris, 1947
- Morceaux choisis, Bordas, 1947 (prefață de Jean Cassou)
- La Fuite, poème dramatique en 4 actes et un épilogue, Gallimard, Paris, 1947
- Picasso et les Chemins de la Connaissance, Editions d'Art Albert Skira, 1948
- Sans coup férir, Jean Aubier, Paris, 1949
- De mémoire d'homme: Poème, Bordas, 1950 (cu 9 litografii de Pablo Picasso; tiraj de 350 de exemplare numerotate pe hârtie Alfa Mousse)
- Parler seul, Maeght, Paris, 1950 (cu 70 litografii de Joán Miró)
- Le Poids du monde, 1951
- Phases, Maisonnneuve, 1952 (cu portret de Paul Swan)
- La Première main, P.A.B., 1952
- La face intérieure, Seghers, Paris, 1953 (cu copertă de Fernand Leger; tiraj de 750 de exemplare pe hârtie Hollande)
- L'Egypte, Face a Face, Lausanne, 1954 (cu fotografii de Etienne Sved)
- Parler seul (Planètes), Edition Caractères, Paris, 1955 (cu desene de Jean Arp)
- À haute flamme, Imprimerie Jacquet, Paris, 1955 (cu 5 desene de Pablo Picasso; tiraj de 70 de exemplare pe hârtie Japon)
- La Bonne heure, Imprimerie de R. Jacquet, 1955 (cu ilustrații de Georges Braque)
- Miennes, Caractères, 1955 (cu 7 desene acvaforte de Jacques Villon; tiraj de 111 exemplare)
- Le Temps naissant, P.A.B., Paris, 1955 (cu 4 ilustrații de Mehmed Melih Devrim Néjad)
- Le fruit permis, Edition Caractères, Paris, 1956 (cu 4 ilustrații de Sonia Delaunay)
- Frère Bois, P.A.B., Alès, 1957 (cu o gravură de Jean Hugo; tiraj de 34 de exemplare numerotate))
- La Rose et le chien, poème perpétuel, P.A.B., Alès, 1958 (cu desene și prezentare grafică de Pablo Picasso; tiraj de 22 de exemplare numerotate și autografiate de autor și ilustrator)
- Juste présent, La Rose des Vents, Lausanne, 1961 (cu desene acvaforte de Sonia Delaunay; tiraj de 140 de exemplare)
- De la coupe aux lèvres, Edizioni Rapporti Europei, Roma, 1961
- Lampisteries précédées des sept manifestes dada, Editeur Jean-Jacques Pauvert, 1963 (cu portret și desene de Francis Picabia)
- Primele poeme. Insurecția de la Zürich, Cartea Românească, București, 1971 (ediție mult adăugită, îngrijită și postfațată de Sașa Pană; postum)
- 40 chansons et déchansons, Fata Morgana, Montpellier, 1972 (postum)
- Poèmes roumains, Ed. la Quinzaine Littéraire, 1974 (postum)
- Șapte manifeste DADA. Lampisterii. Omul aproximativ, 1925-1930, Editura Univers, București, 1996 (traduceri, prefață și note de Ion Pop; postum)
- Vingt cinq poemes = Douăzeci și cinci de poeme, Editura Vinea, București, 1998 (prefață de Nicolae Țone și traduceri de Nicolae Țone, Serge Fauchereau, Laurențiu Ulici, Pierre Mazars și Marin Sorescu; postum)

## Lucrări muzicale pe texte de Tristan Tzara
- Adrian D. Pop, Sept fragments de Tristan Tzara: pour voix haute et piano, Cluj, 1995 [19]
- Ionică Pop, La Deuxième Aventure (céleste) de Monsieur Antipyrine (2010). Pe un libret al literatului Ion Pachia Tatomirescu, după piesa omonimă a lui Tristan Tzara [20]
- Muzici pentru Tristan Tzara, Editura Priftis, 2006, partitură și CD cu piese camerale de Myriam Marbé, Aurel Stroe, Octavian Nemescu, Adrian Rațiu, Cornel Țăranu, Vasile Spătărelu, Cristian Misievici, Ede Terényi, Mihai Damian, Tiberiu Olah, Dan Voiculescu (compozitor), Anatol Vieru [21]

### Articole biografice
- Un artist controversat, Tristan Tzara, 4 iunie 2011, Oana Victoria Anghel, Adevărul
- http://www.ziarulmetropolis.ro/tristan-tzara-omul-care-a-inventat-revolutia-dada/
- Studii de literatură română recentă, vol II: Contribuții la istoria realismului socialist, coordonator Gheorghe Perian, Editura Limes, Cluj-Napoca, 2017, p. 23-34.

### Interviuri
- Tristan Tzara: „Vrei să-ți vorbesc de Dada. Ascultă-mă bine.” INTERVIU Arhivat în 27 august 2014, la Wayback Machine., 12 iunie 2014, Marius Cosmeanu, România liberă

### Text
- Tristan Tzara la CerculPoetilor.net Arhivat în 28 septembrie 2007, la Wayback Machine. - Câteva texte de Tristan Tzara.
- O scurta istorie a arhitecturii moderne in Romania interbelica Arhivat în 23 februarie 2014, la Wayback Machine.

### Audio
- https://web.archive.org/web/20010419203817/http://www.ltmpub.freeserve.co.uk/fdrcat.html - Aici se pot găsi CD-uri (de comandat) cu un interviu în franceză cu Tzara, înregistrat în 1959 și un poemul Pour Compte citit de Tzara, înregistrat în 1948.
- http://www.ubu.com/sound/tzara.html - Por Compte, L'amiral cherche une maison à louer și Dada into Surrealism pot fi ascultate gratuit de pe această pagină.